# Riebiņi
Riebiņi (tidligere Ribene) er en landsby med cirka 850 indbyggere (2015) i Riebiņu pagasts i Riebiņu novads i det historiske landskab Latgale i det sydøstlige Letland. Landsbyen, der ligger langs floden Feimankas bredder, ligger seks kilometer fra den nærmeste by Preiļi og 213 kilometer fra Letlands hovedstad Riga.
Et bebygget område med navnet Ribeniški begyndte at dannes i det 18. århundrede ved Riebiņi Slot. I første halvdel af det 19. århundrede begyndte jøder at slå sig ned her, og ifølge folketællingen fra 1897 boede der 533 jøder (91% af landsbyens indbyggertal). I begyndelsen af det 20. århundrede emigrerede et stort antal jøder til enten Palæstina eller USA, og i 1935 boede der 317 jøder (68% af landsbyens indbyggertal). I 1925 fik landsbyen officielt status af landsby.
Riebiņi er det administrative centrum for Riebiņu novads med dets råd placeret i landsbyen. I Riebiņi findes også mellemskole, børnehave, kulturhus, bibliotek, en katolsk kirke og en russisk-ortodoks kirke. Seværdigheder er Riebiņi Slot og det lokale hesteopdræt.